# Костянтин-Криштоф Вишневецький
Костянтин-Христофор Вишневецький гербу Корибут (1633 — 17 серпня чи 26 серпня 1686) — князь, військовик, урядник Речі Посполитої.

## Біографія
Другий син великого конюшого коронного князя Януша Вишневецького і Катерини Євгенії Тишкевич, брат краківського каштеляна Дмитра Юрія Вишневецького, нероздільний товариш усіх його звитяжних трудів для Вітчизни.
Брав участь у московсько-польській війні (1660), битві з турками під Хотином (1673) та під Віднем (1683). Член Тишовецької конфедерації (1655), був маршалком сеймиків руського воєводства (1669). У 1686 році був комісаром до Журавненського трактату.
Був співвласником містечка Білий Камінь (тепер Золочівського району Львівської області). Посади: воєвода підляський (з 1673), брацлавський (з 1677), белзький (з 1678), староста осецький.
Був похований у латинському катедральному соборі Львова.

### Сім'я

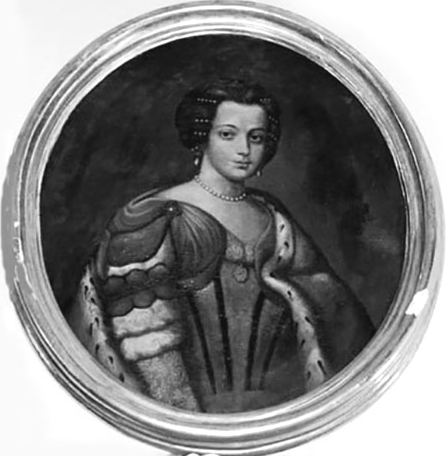
Анна Ходоровська

Одружений двічі: 
- перша дружина — Урсула Тереза Мнішек (пол. Urszula Teresa Mniszech (Mniszchowna)) (†1668), донька каштеляна сондецького Францішка Бернарда Мнішека від другої дружини Барбари зі Жмиґроду Стадницької. Від цього шлюбу була одна донька — Францішка Людвіка (в деяких генеалогічних таблицях подається, що цей шлюб був бездітний, а донька народилась у другому шлюбі); Анна Ходоровська
- друга дружина — Анна Ходоровська (1661/1663—1711), донька литовського підкоморія Кшиштофа Ходоровського і Катерини (?Анни) Яблоновської. Від другого шлюбу мав двох синів, які були останніми з роду князів Вишневецьких (по чоловічій лінії):

1) князь Януш Антоній (1678—1741)
2) князь Михайло Сервацій (1680—1744)
?) княжна Францішка Людвіка († по 1690) — в 1688 році стала другою дружиною старости гощинського Казимира Тарла (†1690).
Після смерті чоловіка княгиня Анна з Ходоровських Вишневецька вдруге вступила в шлюб з маршалком надворним (пізніше великим) литовським — графом Яном Каролем Дольським, народила доньку та двох синів, які померли в юному віці. Була близькою знайомою гетьмана Івана Мазепи, вела з ним довготривале листування. Сприяла одруженню князя Михайла Сервація Вишневецького, що був її сином від першого шлюбу, з Катериною Дольською, донькою її другого чоловіка від першого шлюбу. Овдовівши вдруге в 1695 році, княгиня Анна прожила ще 16 років, померла і похована у Львові.